# Type O Negative
Type O Negative bio je gothic metal-sastav iz Brooklyna.
Njihova glazba najčešće se opisuje kao gothic metal, uz elemente doom metala. Objavili su šest studijskih albuma, dvije kompilacija te jedan koncertni album.
Dana 14. travnja 2010. zbog zastoja srca preminuo je frontmen sastava Peter Steele, nakon čega sastav prestaje postojati.

## Članovi sastava
Konačna postava
- Josh Silver – klavijature, programiranje, prateći vokal (1989. – 2010.)
- Kenny Hickey – prva i ritam gitara, prateći vokal (1989. – 2010.)
- Johnny Kelly – bubnjevi, udaraljke (1994. – 2010.)

Bivši članovi
- Peter Steele – vokal, bas-gitara (1989. – 2010.)
- Sal Abruscato – bubnjevi, udaraljke (1989. – 1994.)

## Diskografija
- Slow, Deep and Hard (1991.)
- The Origin of the Feces (1992.)
- Bloody Kisses (1993.)
- October Rust (1996.)
- World Coming Down (1999.)
- Life Is Killing Me (2003.)
- Dead Again (2007.)

## Vanjske poveznice
- Službena stranica  Arhivirana inačica izvorne stranice od 4. srpnja 2010. (Wayback Machine)